# Svolta linguistica
Con l'espressione "svolta linguistica" si intende designare un fenomeno intellettuale che ha contraddistinto ampia parte della filosofia del Novecento: in sintesi è consistito in un attento studio, pressoché a ogni livello, delle problematiche poste dal linguaggio.
Il termine è stato coniato dal filosofo austriaco Gustav Bergmann e reso celebre dal filosofo statunitense contemporaneo Richard Rorty, il quale, come curatore del volume "The linguistic turn" (1967), scrisse un'ampia prefazione intitolata "Metaphilosophical difficulties of linguistic philosophy", in cui affrontava le conseguenze filosofiche della svolta linguistica, prefigurando scenari futuri.
In senso stretto si suole far coincidere la svolta linguistica con la nascita della filosofia analitica, una corrente nata in Inghilterra ai primi del Novecento sotto l'influenza di Gottlob Frege, Ludwig Wittgenstein, George Edward Moore e Bertrand Russell, che si propone un'analisi rigorosa del linguaggio su una base logica il più possibile solida. È possibile comprendere nella svolta linguistica anche autori appartenenti alla tradizione continentale, come il pensatore tedesco Martin Heidegger (1889-1976), grazie alle loro riflessioni sul linguaggio, e il suo allievo e maggiore esponente della filosofia del linguaggio continentale, Hans-Georg Gadamer.
La caratteristica più evidente della svolta linguistica è rappresentata dallo spostamento della riflessione filosofica dalla dimensione soggettiva della mente o della coscienza, che aveva costituito il principale punto di riferimento della filosofia moderna da Cartesio in poi, all'orizzonte del linguaggio.
In questo senso, la svolta è stata in parte anticipata da alcuni filosofi ottocenteschi, come Wilhelm von Humboldt, che ha proposto una traduzione sul piano linguistico dell'apparato trascendentale kantiano.